# British Museum
Das Britische Museum (englisch British Museum) in London ist eines der größten und bedeutendsten kulturgeschichtlichen Museen der Welt. Seine Dauerausstellung mit acht Millionen Werken ist die umfangreichste weltweit. Es dokumentiert die Geschichte der Menschheit von ihren Anfängen bis in die Gegenwart. Gegründet 1753, war es das erste öffentliche Museum überhaupt. 2024 verzeichnete das Britische Museum etwa 5,8 Millionen Besucher und war damit die meistbesuchte Sehenswürdigkeit Großbritanniens.

## Geschichte
Das Museum entstand, als 1753 der Arzt und Wissenschaftler Sir Hans Sloane seine sehr umfangreiche Literatur- und Kunstsammlung dem Staat übereignete. Das Parlament beschloss, diese Sammlung unter dem Namen British Museum zu erhalten und zu pflegen. Das Museum wurde im Montagu House, einem Herrenhaus im ehemaligen Londoner Stadtteil Bloomsbury, eingerichtet und öffnete seine Pforten am 15. Januar 1759. 

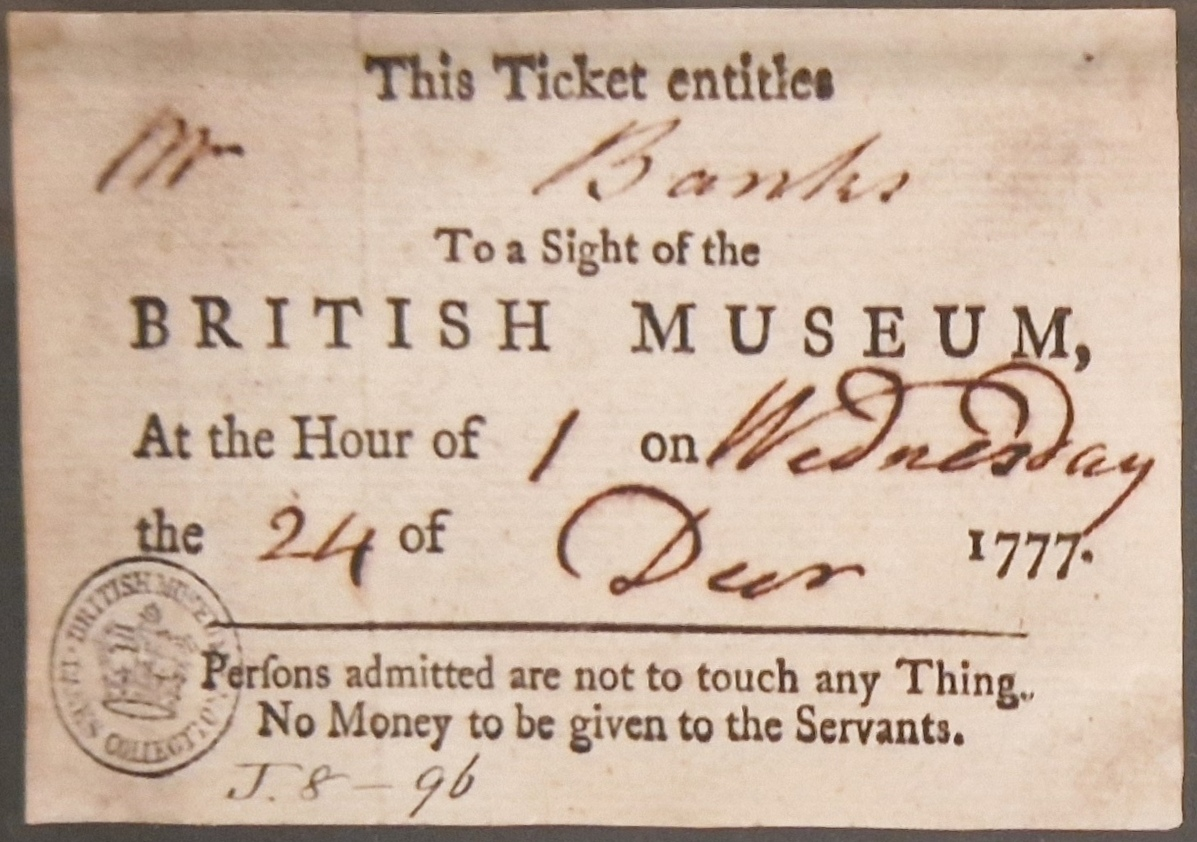
Britisches Museum, 13-Uhr-Ticket für Heiligabend 1777, mit Hinweisen auf Berührungs- und Trinkgeldverbot

Wegen der stetig wachsenden Sammlung und steigenden Besucherzahlen wurde 1824 der Umzug in ein größeres, neu zu errichtendes Gebäude beschlossen. 1850 war der Umzug abgeschlossen und die Gebäude hatten im Wesentlichen ihre heutige Gestalt. Den wichtigsten Impuls zur modernen Ausweitung der Sammlungsbestände erhielt das Museum mit der Anstellung von Augustus Wollaston Franks, zunächst 1851 als Assistent für die damals neugeschaffene Abteilung für britische und mittelalterliche Geschichte, dann von 1866 bis 1896 als deren Kurator. Für die Museumshistorikerin Marjorie Caygill wurde Franks zum „vermutlich wichtigsten Sammler in der Geschichte des Britischen Museums“. Im Laufe der Zeit wurden verschiedene Teile der Sammlung aus Platzgründen in andere Gebäude verlegt. Das Natural History Museum war einst Teil des British Museum und ist seit 1963 eigenständig. Die British Museum Library war früher die größte Bibliothek des Landes. 1973 bildete sie den Grundstock für die neu gegründete British Library.
Im Sommer 2023 sahen sich das Museum und Direktor Hartwig Fischer mit Vorwürfen konfrontiert, bei einer Diebstahlserie im Museum, bei der einer der Kuratoren der Antikensammlung beschuldigt wird, bis zu 2000 Objekte entwendet und verkauft zu haben, nicht angemessen auf Hinweise reagiert zu haben, die den Fall aufdeckten. Fischer erklärte am 25. August 2023 seinen Rücktritt. Ihm folgte 2024 Nicholas Cullinan.
Bereits im Juni 2020 hatte der Antikenhändler Ittai Gradel das Museum informiert, dass Objekte aus dem Museum bei eBay zum Verkauf angeboten würden. Gradel äußerte gegenüber dem Museum 2021 den Verdacht, dass nur jemand mit Zugang zum Depot des Museums die Diebstähle verübt haben könne und dass Peter Higgs, Kurator an der Abteilung für griechische und römische Altertümer, für die Diebstähle verantwortlich sei. Der stellvertretende Direktor des Museums, Jonathan Williams, wimmelte Gradel mehrfach hochmütig ab. Dem Kuratorium des Museums wurde derweil versichert, dass eine gründliche Untersuchung keine Unregelmäßigkeiten festgestellt habe.

## Struktur
Im Geschäftsjahr 2017/2018 standen den Einnahmen in der Höhe von 104,4 Millionen Pfund (davon 53,5 Millionen Pfund staatlicher Zuschuss) Ausgaben von 101,2 Millionen Pfund gegenüber.
2019 wurde das British Museum von rund 6,24 Millionen Personen besucht. 2024 betrug die Besucherzahl etwa 6,48 Millionen Menschen.
British Museum Press (BMP) ist mit 55 bis 60 neuen Publikationen pro Jahr einer der größten Museumsverlage der Welt. Der Verlag gehört der 1973 gegründeten British Museum Company.
Mit Ausnahme von wenigen Monaten im Jahr 1972 war und ist der Eintritt in das British Museum stets kostenfrei. Das in der Great Russell Street befindliche Museum ist mit Hilfe der Londoner U-Bahn über die Stationen Holborn (Central, Piccadilly Line) oder Russell Square (Piccadilly Line) zu erreichen. Die einst eigene Station British Museum ist seit 1933 geschlossen.

## Gebäude
Das klassizistische, 1848 fertiggestellte Museumsgebäude hat einen quadratischen Grundriss mit 3 Stockwerken und wurde von Robert Smirke entworfen. Für die große Büchersammlung des Museums wurde 1857 im Zentrum des Hofs der runde Lesesaal mit einer Kuppel von 42,5 Meter Durchmesser eröffnet, entworfen von Sidney Smirke, dem jüngeren Bruder von Robert Smirke. Darum herum wurden im Hof Büchermagazine errichtet.

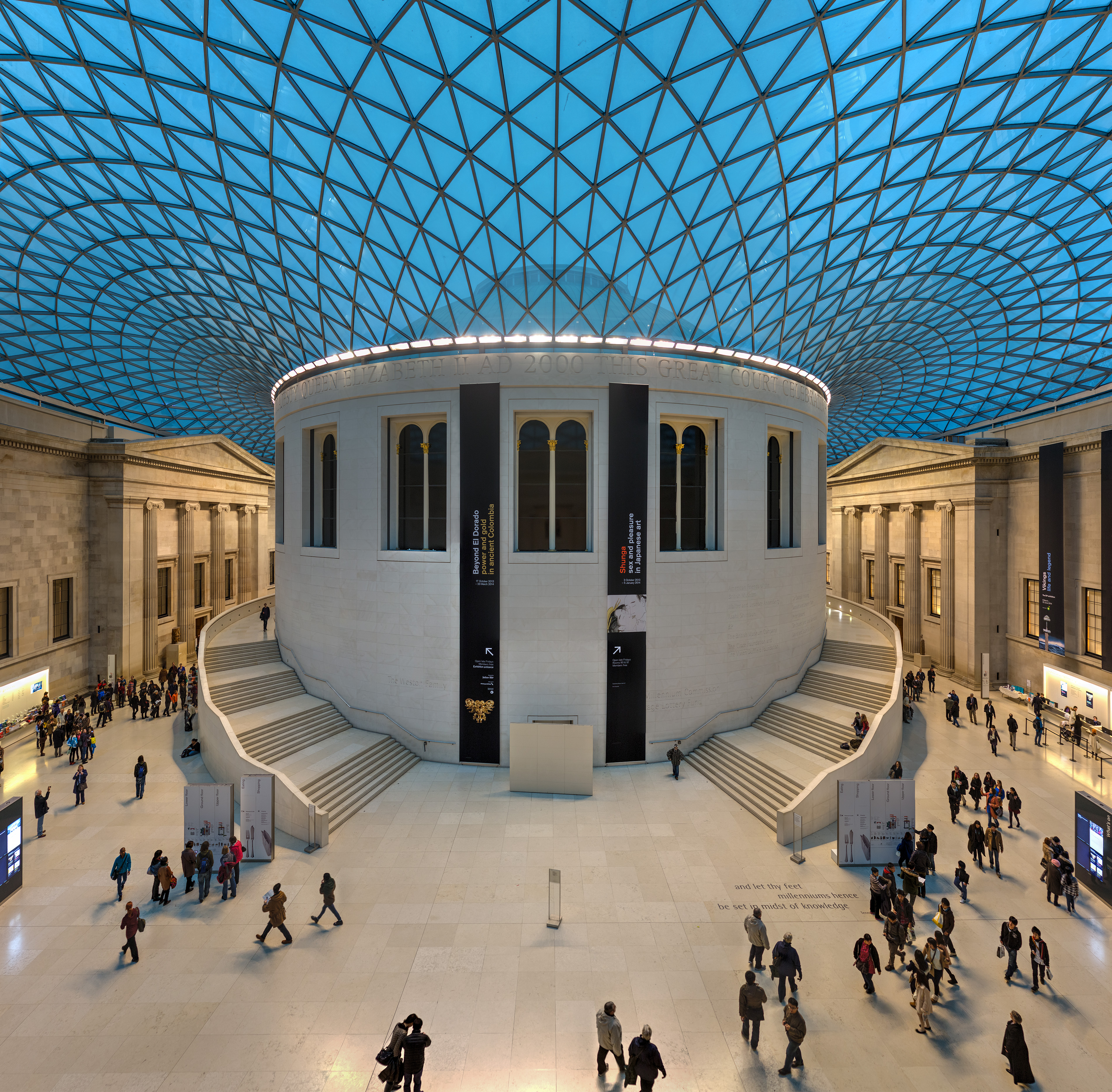
Kuppeldach des British Museum (2013)

Nachdem die Bücher 1997 in das neue Gebäude der British Library im Londoner Quartier St. Pancras überführt worden waren, wurde der Hof wieder frei und nach einem Plan des Architekten Sir Norman Foster umgestaltet. Das Dach des Innenhofes ist eine Stahl-Glas-Konstruktion, die aus 1656 Paar Glasplatten besteht und im Jahre 2000 von dem österreichischen Stahlbauunternehmen Waagner-Biro fertiggestellt wurde. Der Innenhof ist mit 7.100 Quadratmetern Hoffläche der größte überdachte öffentliche Platz in Europa. Gleichzeitig wurde der Lesesaal renoviert und in seinen ursprünglichen Zustand versetzt. Im Jahr 2000 wurde der neu gestaltete Hof eröffnet, der Lesesaal mit einem Bestand an 25'000 Büchern, die sich thematisch auf die Bestände des Museums bezogen. 2007 wurde der Lesesaal geleert und bis 2013 als Ausstellungsraum benutzt. Seit Ende 2013 ist er geschlossen, die zukünftige Nutzung ist offen.

## Sammlungen
Das Museum beherbergt heute etwa acht Millionen Objekte, die die gesamte Kulturgeschichte der Menschheit von ihrem Anfang bis zum heutigen Tag dokumentieren. Berühmt ist es unter anderem für seine Sammlung ägyptischer Mumien, den Stein von Rosette und die Elgin Marbles. Manche Ausstellungsstücke kann man auch anfassen, jedoch nur zu bestimmten Ausstellungszeiten. Wie in jedem Museum befindet sich der größte Teil der Sammlung nicht in den Ausstellungsräumen, sondern wird in Magazinen unter dem Museum aufbewahrt. Die Tonträgersammlung, die ab 1905 aufgebaut wurde, ist heute Teil des British Library Sound Archive. Die Fachbibliotheken des Museums umfassen derzeit etwa 350.000 Bände. Die Sammlungen des Museums umspannen einen Zeitraum von zwei Millionen Jahren und sind in rund 94 Einzelsammlungen gegliedert.

### Abteilungen des British Museum

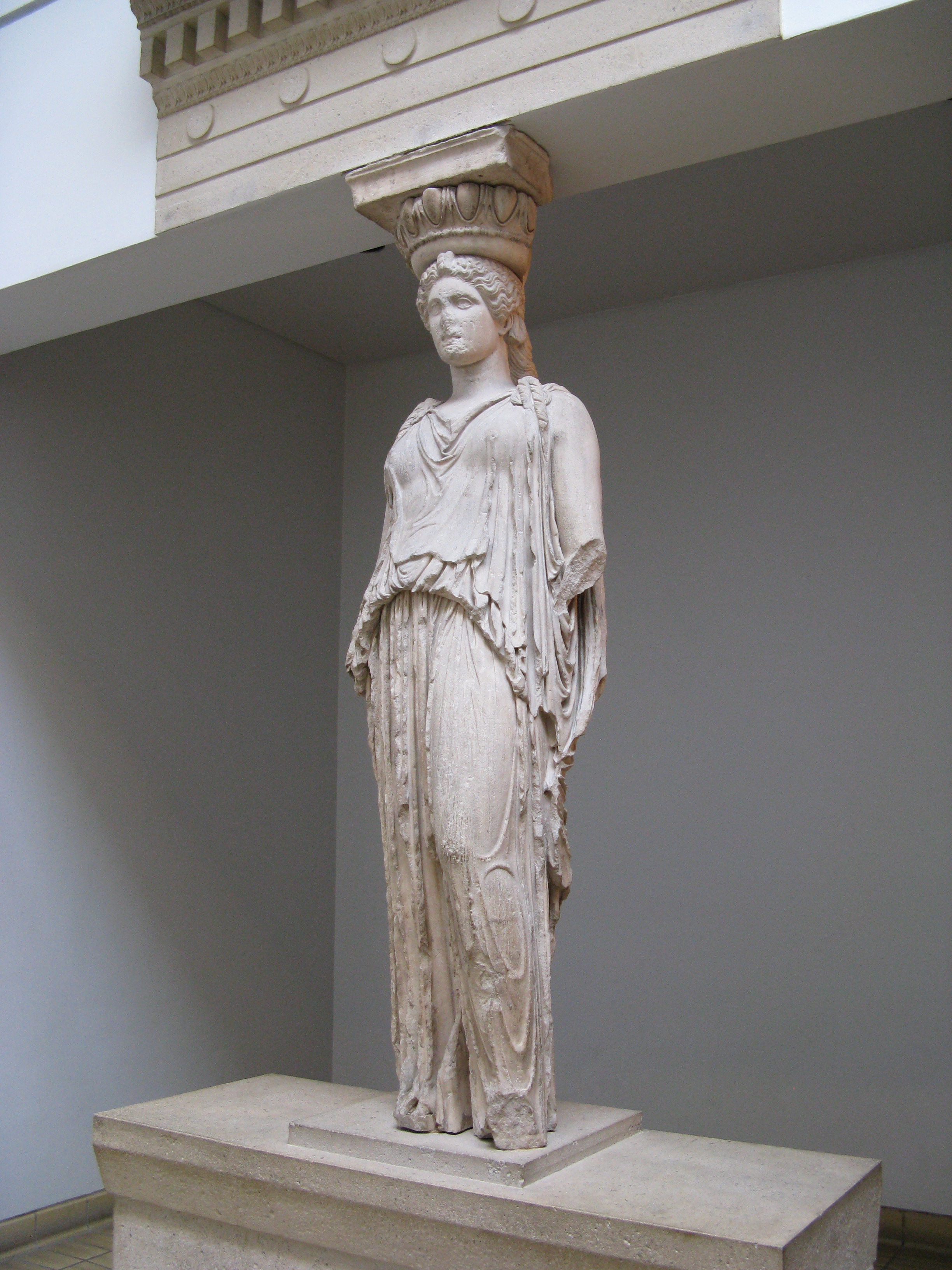
Karyatide vom Erechtheion auf der Akropolis in Athen

- Frühgeschichte und Europa
- Naher Osten
- Altes Ägypten und Sudan
- Griechische und römische Antiken
- Afrika, Ozeanien und Amerika
- Asien
- Münzen und Medaillen
- Drucke und Zeichnungen

### Bekannte Werke im British Museum
- Lindow-Mann
- Die Liebenden von Ain Sakhri
- Folkton-Trommeln
- Artefakte vom Bootgrab Sutton Hoo
- Sax von Beagnoth
- Waterloo- und Meyrick-Helm
- Battersea-, Witham- und Wandsworth-Schild
- Schnabelkannen von Basse Yutz
- Schatz-, Depot- und Hortfunde von Harrogate, Cuerdale, Neunheilingen, Snettisham, Martyniwka, Dowris und der Great Clare find
- Kessel von Battersea
- Dowris Latchet
- Ennis-Perle
- Fleischhaken von Dunaverney und Little Thetford
- Der Stein von Rosette
- Ägyptische Mumien
- Schlachtfeld-Palette
- Königsliste von Abydos
- Denkmal memphitischer Theologie
- Standarte von Ur
- Nabonid-Chroniken
- Wandreliefs aus den Palästen von Ninive, Nimrud und Dur Šarrukin, darunter das Lachisch-Relief und die Königliche Löwenjagd
- Lachisch-Briefe
- Der Kyros-Zylinder, der als „die erste allgemeine Erklärung der Menschenrechte“ betrachtet wird
- Inschrift von Taštepe
- Kurkh-Monolith
- Burney-Relief
- Elfenbeinprisma von Ninive
- Schwarzer, Weißer und Zerbrochener Obelisk
- Die Elgin Marbles: Marmorfriese und Marmorstatuen vom Athener Parthenon
- Fries und Statuen vom Mausoleum von Halikarnassos
- Portlandvase
- Bildnis des Perikles mit korinthischem Helm
- Oxus-Schatz
- Ribchester-Helm
- Schätze von Mildenhall, Karthago, Mâcon, Caubiac, Chaourse, Chatuzange sowie der Water-Newton-Schatz und der 1. Lambousa-Schatz
- Schwert des Tiberius
- Warren Cup
- Bronzespiegel von Bolsena
- Burgon-Vase
- Euphorbos-Teller
- Depotfund von Hoxne
- Hortfund von Uerdingen
- Ägina-Hort
- Reitender Krieger
- Lewis-Schachfiguren
- Lothar-Kristall
- Arbeiten auf Papier von Albrecht Dürer, Raffael und Michelangelo
- Tee-Extraktkännchen MT 49 von Marianne Brandt
- Benin-Bronzen
- Akantrommel
- Der Moai Hoa-haka-nana-ia, die bedeutendste Statue der Kultstätte Orongo auf der Osterinsel
- Die Steinfigur der aztekischen Feuerschlange Xiuhcoatl
- Die Sammlung von Aurel Stein aus Zentralasien
- Statue der Tara
- Sir Percival David Collection of Chinese Art, eine vormals private Sammlung chinesischer Keramiken und Porzellans, die dem Museum als Schenkung übereignet wurde

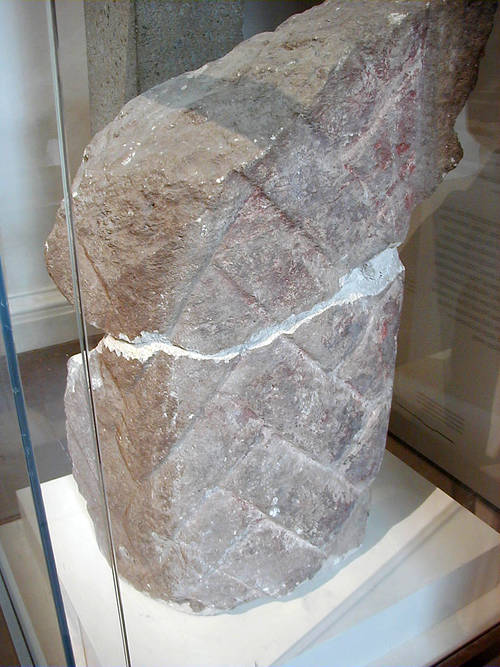
Fragment des Bartes der Sphinx. Ausgegraben und 1818 dem Museum geschenkt von Giovanni Battista Caviglia.
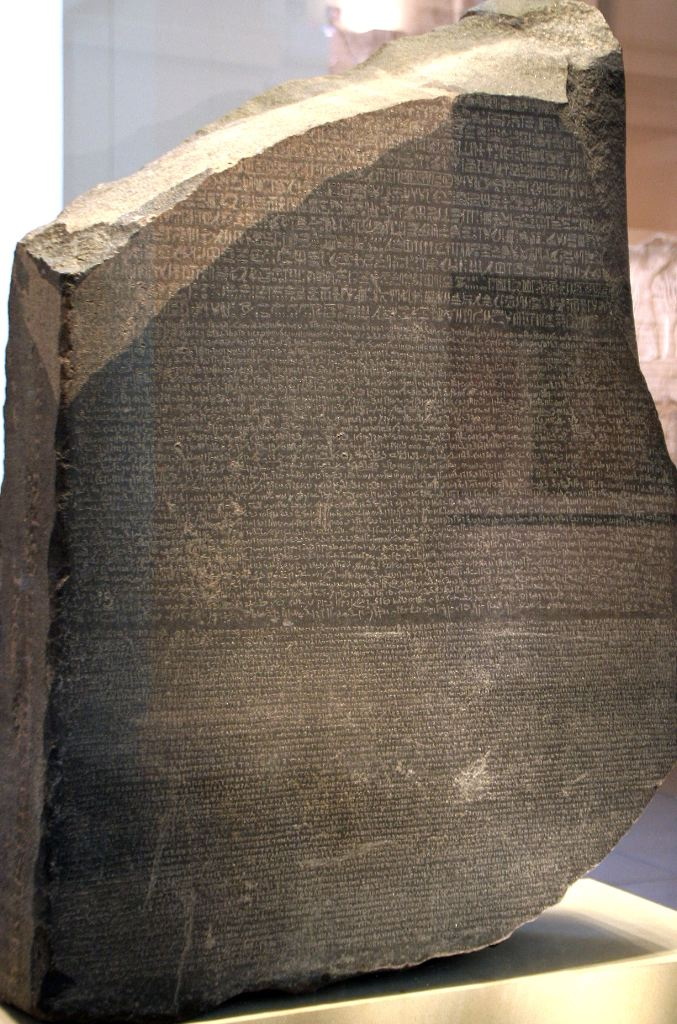
Stein von Rosette
Tara (Bodhisattvi)

## Kontroversen
Es ist umstritten, ob Museen Artefakte, die illegal aus anderen Ländern entnommen wurden, besitzen sollten, und das British Museum ist ein bekanntes Ziel für Kritik. Die Elgin-Marmora, Benin-Bronzen, äthiopische Tabots und der Rosetta-Stein gehören zu den am meisten diskutierten Objekten in seiner Sammlung, und es wurden Organisationen gegründet, die die Rückgabe dieser Artefakte an ihre Herkunftsländer fordern.
Die Elgin-Marmora oder Parthenon-Marmora, die von Griechenland beansprucht werden, wurden von UNESCO und anderen Organisationen für eine Rückgabe angeführt. Von 1801 bis 1812 entfernten die Agenten von Lord Elgin etwa die Hälfte der noch erhaltenen Skulpturen des Parthenon sowie Skulpturen aus dem Propylaea und dem Erechtheion. Der ehemalige Direktor des Museums erklärte: „Wir sind Elgin zu Dank verpflichtet, dass er die Parthenon-Skulpturen und andere vom Akropolis-Ruinen vor der Zerstörung rettete, die sie erlitten, sowie vor den Schäden, die die Akropolis-Denkmäler, einschließlich der Skulpturen, die er nicht entfernte, seitdem erlitten haben.“ Das British Museum selbst beschädigte einige der Artefakte während einer Restaurierung in den 1930er Jahren. Ende 2022 trat das British Museum in erste Verhandlungen mit der griechischen Regierung über die Zukunft der Skulpturen ein.
Es gibt auch Kontroversen über Artefakte, die während der Zerstörung des Alten Sommerpalastes in Peking durch eine anglo-französische Expeditionsarmee im Zweiten Opiumkrieg von 1860 entnommen wurden – ein Ereignis, das von Victor Hugo öffentlich kritisiert wurde. Das British Museum und das Victoria and Albert Museum wurden seit 2009 aufgefordert, ihre Archive für eine Untersuchung durch ein Team chinesischer Ermittler zu öffnen, im Rahmen einer internationalen Mission zur Dokumentation chinesischer Nationalschätze in ausländischen Sammlungen. 2010 sagte Neil MacGregor, der ehemalige Direktor des British Museum, dass er hoffe, dass britische und chinesische Ermittler gemeinsam an der umstrittenen Sammlung arbeiten würden. 2020 ernannte das Museum einen Kurator, um die Geschichte seiner Sammlungen, einschließlich umstrittener Objekte, zu erforschen.
Das British Museum erklärte, dass das „Restitutionsprinzip“, dass alles, was in einem Land hergestellt wurde, an den ursprünglichen geografischen Standort zurückkehren müsse, sowohl das British Museum als auch die anderen großen Museen der Welt leer räumen würde. Das Museum argumentierte auch, dass das British Museum Gesetz von 1963 es verbietet, ein Objekt zu entfernen, sobald es in die Sammlung aufgenommen wurde (British Museum Act 1963 s 5). „Das Museum besitzt seine Sammlungen, aber die Trustees sind nicht befugt, diese zu veräußern.“ Dennoch hat es Gegenstände wie die Bestattungsreste von Tasmanischen Aborigines zurückgegeben, wenn dies mit der Gesetzgebung zur Entsorgung von Sammlungsobjekten übereinstimmte.